# Will Young
William Robert "Will" Young (Wokingham, Berkshire, 20 de janeiro de 1979) é um cantor, compositor e ator inglês. Ele atingiu a fama em 2002, após vencer a primeira edição do programa de calouros Pop Idol, precursor do formato do programa Ídolos.
Young concorreu a inúmeros prêmios por sua música, tendo conquistado muitos destes e tendo vendido mais de oito milhões de álbuns até agora.
Seu primeiro single, "Anything Is Possible/Evergreen" figura até hoje entre um dos vinte singles de maior vendagem de toda a história no Reino Unido.

## Infância e educação
Young nasceu em  Wokingham, Berkshire, com seu irmão gêmeo, Rupert. Ele também tem uma irmã mais velha.
Young foi educado em três escolas particulares: Horris Hill School, próximo ao vilarejo de Newtown, em Berkshire, até seus treze anos de idade; no Wellington College, em Crowthorne, também em Berkshire; e no D'Overbroeck's College, em Oxford, Oxfordshire. Na sequência, Will foi para a Universidade de Exeter, em Exeter, Devon, onde estudou Política e graduou-se com honrarias. Em setembro de 2001, ele tornou-se aluno da Arts Educational Schools, em Chiswick, Londres, dando início a um curso de teatro e música.

## Música

### Pop Idol
Em fevereiro de 2002, Will venceu o programa de TV inglês Pop Idol. Contrariando dúvidas levantadas pela imprensa na época com relação à aceitação do público ao vencedor, Will foi o mais votado em seis das nove rodadas do programa e tendo vencido a final com boa vantagem de votos. Tais dados foram revelados no livro Pop Idol, o qual chegou às livrarias britânicas após o término do programa.
As canções que Will cantou durante a competição foram:
| Semana        | Tema                                                                    | Canção escolhida                                               | Artista                       |
| ------------- | ----------------------------------------------------------------------- | -------------------------------------------------------------- | ----------------------------- |
| Audição       | Escolha do candidato                                                    | "Blame It on the Boogie"                                       | The Jacksons                  |
| London Rounds | Dia 1 - Parte 1                                                         | "Up on the Roof"                                               | The Drifters                  |
| London Rounds | Dia 1 - Parte 2                                                         | "All or Nothing"                                               | O-Town                        |
| London Rounds | Dia 2                                                                   | "Fastlove"                                                     | George Michael                |
| Top 50        | Semifinais                                                              | "Light My Fire"                                                | The Doors                     |
| Top 10        | Influências musicais                                                    | "Until You Come Back to Me"                                    | Aretha Franklin               |
| Top 9         | Músicas de Natal                                                        | "Winter Wonderland"                                            | Perry Como                    |
| Top 8         | Composições de Burt Bacharach                                           | "Wives and Lovers"                                             | Jack Jones                    |
| Top 7         | Trilhas sonoras                                                         | "Ain't No Sunshine" - "Days of Wine and Roses"                 | Bill Withers                  |
| Top 6         | Sucessos do ABBA                                                        | "The Name of the Game"                                         | ABBA                          |
| Top 5         | Big Band                                                                | "We Are in Love"                                               | Harry Connick, Jr.            |
| Top 4         | Hits número 1                                                           | "Night Fever" "There Must Be an Angel (Playing with My Heart)" | Bee Gees The Eurythmics       |
| Top 3         | Escolha dos jurados                                                     | "Beyond the Sea" "I Get the Sweetest Feeling"                  | Bobby Darin Jackie Wilson     |
| Top 2         | Single principal do ídolo Favorita do ídolo Single subsequente do ídolo | "Anything Is Possible" "Light My Fire" "Evergreen"             | Will Young The Doors Westlife |

### Pós-Pop Idol: Gravações
O primeiro single de Young foi um A-side duplo da canção "Evergreen", do grupo Westlife, e de "Anything Is Possible", uma canção inédita composta por Chris Braide e Cathy Dennis para o competidor que vencesse o programa. Em março de 2002, tal single tornou-se o single inicial com maior vendagem da história das paradas inglesas, vendendo 403.027 cópias no dia de lançamento e 1.108.659 na primeira semana. No total, foram mais de 1,7 milhões de cópias vendidas, inserindo a canção de Will, dessa forma, na lista de singles com maior vendagem de todos os tempos, ocupando a décima segunda posição de tal lista. Em 2008, foi lançada uma lista com as maiores vendagens de singles do século XXI (até aquele momento), na qual a versão de "Evergreen", de Will Young, figurava no topo da listagem. No último dia do ano de 2009, a emissora inglesa Radio 1 confirmou que "Anything Is Possible"/"Evergreen" foi o single mais vendido da década de 2000 no Reino Unido.
Em outubro de 2002, Young lançou seu primeiro álbum, From Now On, o qual inclui Evergreen, canção indicada ao BRIT Award na categoria de Melhor Single. Deste álbum, saíram três singles, Light My Fire, Don’t Let Me Down e You And I, em ordem cronológica. Ele venceu o BRIT Award em fevereiro de 2003, na categoria de Melhor Lançamento Musical.
O seu segundo álbum, Friday’s Child, foi lançado em dezembro de 2003. Dele saíram os singles Leave Right Now, indicado na categoria de Melhor Single Britânico, Your Game, o qual deu a Young seu segundo  BRIT Award, no ano de 2005, e, por fim, a canção que deu nome ao álbum, Friday’s Child.
Em novembro de 2005, Will lançou seu terceiro álbum, Keep On, o qual inclui o single All Time Love, indicado ao BRIT Award de 2007 como Melhor Single Britânico. Outros singles saíram deste álbum, tais como Switch It On e Who Am I.
Em 29 de outubro de 2008, o quarto álbum de Young, Let It Go, foi lançado, atingindo a posição número dois nas paradas, precedido pelo single Changes, um dos maiores sucessos desse novo trabalho do cantor, tendo atingido a posição de número dez. O single seguinte, Grace, foi lançado em 1 de dezembro de 2008 e chegou à trigésima terceira posição na parada britânica. O terceiro single, Let It Go, atingiu a posição de número cinquenta e oito na parada, em 2 de março de 2009. O quarto e último single foi Tell Me The Worst, o qual contava com o remix de Fred Falke, tendo sido lançado em 5 de julho de 2009 apenas como single promocional.
Em 16 de novembro de 2009, foi lançado o quinto álbum de Will Young, intitulado "The Hits". Nele foram inseridos doze sucessos dos quatro primeiros álbuns de Will. Houve críticas quanto a ausência de canções como "Anything Is Possible", o dueto com Gareth Gates "The Long And Winding Road" e o single "Don’t Let Me Down". Duas músicas inéditas estão no álbum, sendo elas "Hopes & Fears" e "If It Hadn't Been for Love". A primeira tornou-se single e obteve êxito expressivo na parada musical inglesa. "The Hits" foi lançado em versão simples e em edição de luxo, na qual um DVD com videoclipes acompanha o álbum original. O álbum vendeu mais de meio milhão de cópias, tendo atingido a sétima posição nas paradas britânicas, e foi certificado com um Disco de Platina.

Em 2010, Will colaborou com Groove Armada, em seu álbum Black Light, num dueto na canção History.
Atualmente, o cantor encontra-se dividindo seu tempo entre compor canções para seu sexto álbum e fazer apresentações por todo o Reino Unido.
Em 15 de julho de 2010, um membro da equipe dos shows de Will Young, com cerca de quarenta anos de idade, veio a óbito em circunstância considerada pela polícia britânica como "trágico acidente". Ao que se sabe, o homem teve complicações no coração, foi atendido pela ambulância em menos de seis minutos e então veio a falecer. Momentos antes do concerto, foi solicitado para que, caso algum espectador tivesse presenciado o suposto ataque cardíaco do homem, que pudesse prestar algum esclarecimento à polícia.

## Outros projetos

### Como ator
Young incluiu em sua rotina o trabalho como ator após aceitar um convite da emissora BBC para participar do filme Mrs. Henderson Presents, protagonizado por Judi Dench e Bob Hoskins, onde Young fez o papel de Bertie. O filme foi lançado no Reino Unido em 2005 e foi aclamado pela crítica, não apenas pela performance musical de Will, bem como também por sua participação como ator. A cena na qual Will aparece nu rendeu a ele prêmios de Melhor Ator em 2005, além de Cantor Mais Estiloso, Melhor Corpo, Estrela Mais Sexy, Melhor Figurino e Melhor Cabelo.
O cantor também atuou em The Vortex, no Royal Exchange Theatre, tendo sido novamente aclamado pelo público e pela crítica britânica.
Em 2007, narrou a versão em audio do livro Danny, the Champion of the World, de autoria de Roald Dahl.
Já em 2009, atuou no drama de Miss Marple, The Mirror Crack'd From Side To Side e como convidado especial em um episódio da série de TV Skins.

### Documentários de televisão
Em novembro de 2004, Young lançou um documentário intitulado Runaways, como parte da campanha Children in Need, destacando os problemas que enfrentam os adolescentes angustiados que fogem de casa e a situação em que estavam sendo pegos nas ruas e estações de trem, sendo explorados por cafetões que lhes ofereciam trabalho e drogas.
Em junho de 2007, uma série de documentários chamada Saving Planet Earth foi exibida pela emissora de TV inglesa BBC. Young filmou um episódio sobre proteção dos gorilas no continente africano, em sua visita ao continente no ano anterior.
Em março de 2009, o programa The South Bank Show exibiu um documentário sobre Young que fora filmado durante a promoção do álbum Let It Go na Islândia e também durante a apresentações em alguns programas de TV e um concerto em um teatro britânico em novembro de 2008.
Young também tem colaborado com o Liverpool Institute for Performing Arts com suas gravações e também com colaborações em espécie.
Atualmente, Will está produzindo um documentário sobre a produção de Ralph Fiennes da obra shakespeariana Coriolanus, a qual está sendo gravada na Sérvia. O cantor também participa do documentário como produtor executivo.
Will também é embaixador da Mood Foundation e da Catch 22, respectivamente uma fundação de apoio à pessoas com problemas psicológicos e uma fundação de assistência à jovens pobres e em situação de risco.

## Vida pessoal
Em março de 2002, Will revelou que é homossexual, antecipando-se a um tablóide que publicaria essa informação de forma negativa, e que se sente confortável com sua sexualidade. Atualmente, Will está solteiro.
O cantor também admitiu em entrevistas que teve seu primeiro relacionamento aos vinte e cinco anos de idade. Ele é contra todo tipo de promiscuidade existente de forma expressiva no mundo gay, diz acreditar na existência do verdadeiro amor e que sua orientação sexual jamais provocaria atrito com seu desejo de ser pai.

## Discografia

### Álbuns
| Álbum          | Detalhes do Álbum                                                                                         | Melhores posições | Melhores posições | Melhores posições | Vendas        | Certificações     |
| Álbum          | Detalhes do Álbum                                                                                         | RU                | IRE               | ESC               | Vendas        | Certificações     |
| -------------- | --- | ----------------- | ----------------- | ----------------- | ------------- | ----------------- |
| From Now On    | - Lançamento: 07 de outubro de 2002 - Formato(s): CD - Gravadora(s): 19, RCA, BMG                         | 1                 | 11                | 1                 | - : 880,000   | - BPI: 2× Platina |
| Friday's Child | - Lançamento: 01 de dezembro de 2003 - Formato(s): CD - Gravadora(s): 19, RCA, BMG                        | 1                 | 9                 | 3                 | - : 1,800,000 | - BPI: 5× Platina |
| Keep On        | - Lançamento: 21 de novembro de 2005 - Formato(s): CD, digital download - Gravadora(s): 19, RCA, Sony BMG | 2                 | 33                | —                 | - : 1,010,000 | - BPI: 3× Platina |
| Let It Go      | - Lançamento: 29 de setembro de 2008 - Formato(s): CD, digital download - Gravadora(s): 19, RCA, Sony BMG | 2                 | 12                | —                 | - : 450,000   | - BPI: Platina    |
| Echoes         | - Lançamento: 22 de agosto de 2011 - Formato(s): CD, digital download - Gravadora(s): 19, RCA, Sony Music | 1                 | 12                | 1                 | - : 550,000   | - BPI: Platina    |
| 85% Proof      | - Lançamento: 25 de maio de 2015 - Formato(s): CD, digital download - Gravadora(s): Island                | 1                 | 38                | 2                 | - : 96,000    | - BPI: Prata      |
| Lexicon        | - Lançamento: 21 de junho de 2019 - Formato(s): CD, digital download - Gravadora(s): Cooking Vinyl        | 2                 | 73                | 4                 | - : 20,000    |                   |

### Compilações
| Álbum         | Detalhes do Álbum                                                                                    | Melhores posições | Melhores posições | Vendas      | Certificações                  |
| Álbum         | Detalhes do Álbum                                                                                    | RU                | IRE               | Vendas      | Certificações                  |
| ------------- | --- | ----------------- | ----------------- | ----------- | ------------------------------ |
| The Hits      | - Lançamento: 16 de novembro de 2009 - Formato(s): CD, digital download - Gravadora(s): 19, RCA, BMG | 7                 | 19                | - : 600,000 | - BPI: 2× Platina - IRMA: Ouro |
| The Essential | - Lançamento: 11 de novembro de 2013 - Formato(s): CD, digital download - Gravadora(s): RCA          | 15                | —                 | - : 60,000  | - BPI: Prata                   |

### Singles
1. "Anything Is Possible/Evergreen" (2002) #1 UK
2. "Light My Fire" (2002) #1 UK, #4 ITA
3. "The Long and Winding Road/Suspicious Minds" (com Gareth Gates) (2002) #1 UK
4. "Don't Let Me Down/You and I" (2002) #2 UK
5. "Leave Right Now" (2003) #1 UK
6. "Your Game" (2004) #3 UK
7. "Friday's Child" (2004) #4 UK
8. "Switch It On" (2005) #5 UK
9. "All Time Love" (2006) #3 UK
10. "Who Am I" (2006) #11 UK
11. "Change" (2008) #10 UK
12. "Grace" (2008) #25 UK
13. "Let It Go" (2009) #58 UK
14. "Tell Me The Worst" (2009)
15. "Hopes & Fears" (2009)

### Participações
1. Pop Idol: The Big Band Album (2002)
2. Bridget Jones - The Edge of Reason (trilha sonora) (2004)
3. Do They Know It's Christmas? (Band Aid 20) (2004) #1 UK
4. Mrs. Henderson Presents (trilha sonora) (2005)